# Blumeriella
Blumeriella Arx – rodzaj workowców z klasy Leotiomycetes.

## Charakterystyka
Saprotrofy i pasożyty tworzące zarówno anamorfy, jak i teleomorfy. Apotecja wyrastające na podkładkach bezpośrednio z tkanek obumarłych części rośliny. Hymenium jest widoczne w spękaniach zniszczonych tkanek. Worki o maczugowatym kształcie. Powstają w nich jednokomórkowe askospory o nitkowatym lub wrzecionowatym kształcie, proste lub nieco zagięte. Anamorfy pasożytują na roślinach.

## Systematyka i nazewnictwo
Pozycja w klasyfikacji według Index FungorumDrepanopezizaceae, Helotiales, Leotiomycetidae, Leotiomycetes, Pezizomycotina, Ascomycota, Fungi.
SynonimyHigginsia Nannf.
Gatunki
- Blumeriella ceanothi (Ellis & Everh.) Rossman 2014
- Blumeriella filipendulae (Thüm.) Rossman 2014
- Blumeriella haddenii M.A. Will. & E.C. Bernard 1988
- Blumeriella jaapii (Rehm) Arx 1961
- Blumeriella kerriae (V.B. Stewart) Korf 1971

Nazwy naukowe oraz wykaz gatunków na podstawie Index Fungorum.